# Desmogomphus
Desmogomphus is een geslacht van libellen (Odonata) uit de familie van de rombouten (Gomphidae).

## Soorten
Desmogomphus omvat 2 soorten:
- Desmogomphus paucinervis (Selys, 1873)
- Desmogomphus tigrivensis Williamson, 1920